# Експликација (антропологија)
Експликација је начин поступања са покојником, када се тело после смрти излаже деловању природних елемената. Овај поступак примењивао се још у древним заједницама. 
Сврха експликације је била ослобађање осталих припадника групе умрлог, остављањем његових остатака на платформама, надстрешницама или крошњи дрвета, да би се постигло природно мумифицирање или да ви се обавила потпуна или делимична декарнација.
Најпознатији примери експликације покојника на платформама су откривени у Америци, у племену Ирокеза, који су градили посебне конструкције, високе неколико стопа. Тело је било излагано дугачак период (око 12 година) после чега би се уклањала преостала мека ткива, а све кости скупљане и полагане у заједнички гроб. 
Сличан ритул примећен је и код племена Асинибоине.
Диркем је описао ритуал које је примењивало аустралијско плема Варамунга, који су подизали покојнике на платформу у крошњи дрвета, остављали их да се распадају док не остану само кости, затим се полаже у унутрашњост мравињака, да би се уклонили трагови меса и онда су остатке секундарно сахрањивали инхумацијом. 